# Loebvirae
Loebvirae es un reino de virus perteneciente al dominio Monodnaviria. Incluye virus con genomas de ADN monocatenario y morfología filamentosa que infectan procariotas (bacterias y arqueas).
El reino contiene tres familias y 27 géneros. Un estudio de 10,295 secuencias tanto de elementos virales endógenos y metagenómica indicó que estos virus infectan a muchos tipos de procariotas en cualquier ecosistema ampliando enormemente su diversidad, por lo que se ha propuesto más familias adicionales.

## Taxonomía
Incluye las siguientes familias según ICTV:
- Familia Inoviridae
- Familia Plectroviridae
- Familia Paulinoviridae

Debido al gran incremento se ha propuesto abolir la familia Inoviridae y dividirla en las siguientes familias:
- Familia Amplinoviridae
- Familia Densinoviridae
- Familia Protoinoviridae
- Familia Photinoviridae
- Familia Vespertilinoviridae